# Steatomys bocagei
Steatomys bocagei é uma espécie de roedor da família Nesomyidae.
Pode ser encontrada na Angola e República Democrática do Congo.